# Boomerang Range
Die Boomerang Range ist ein schmaler Gebirgszug in der antarktischen Ross Dependency. Sie bildet in der Form eines namensgebenden Bumerangs (englisch boomerang) in nordsüdlicher Ausdehnung über eine Länge von 26 km den Westrand des Skelton-Firnfelds.
Kartiert und benannt wurde sie von der neuseeländischen Mannschaft der Commonwealth Trans-Antarctic Expedition (1955–1958).

## Weblinks

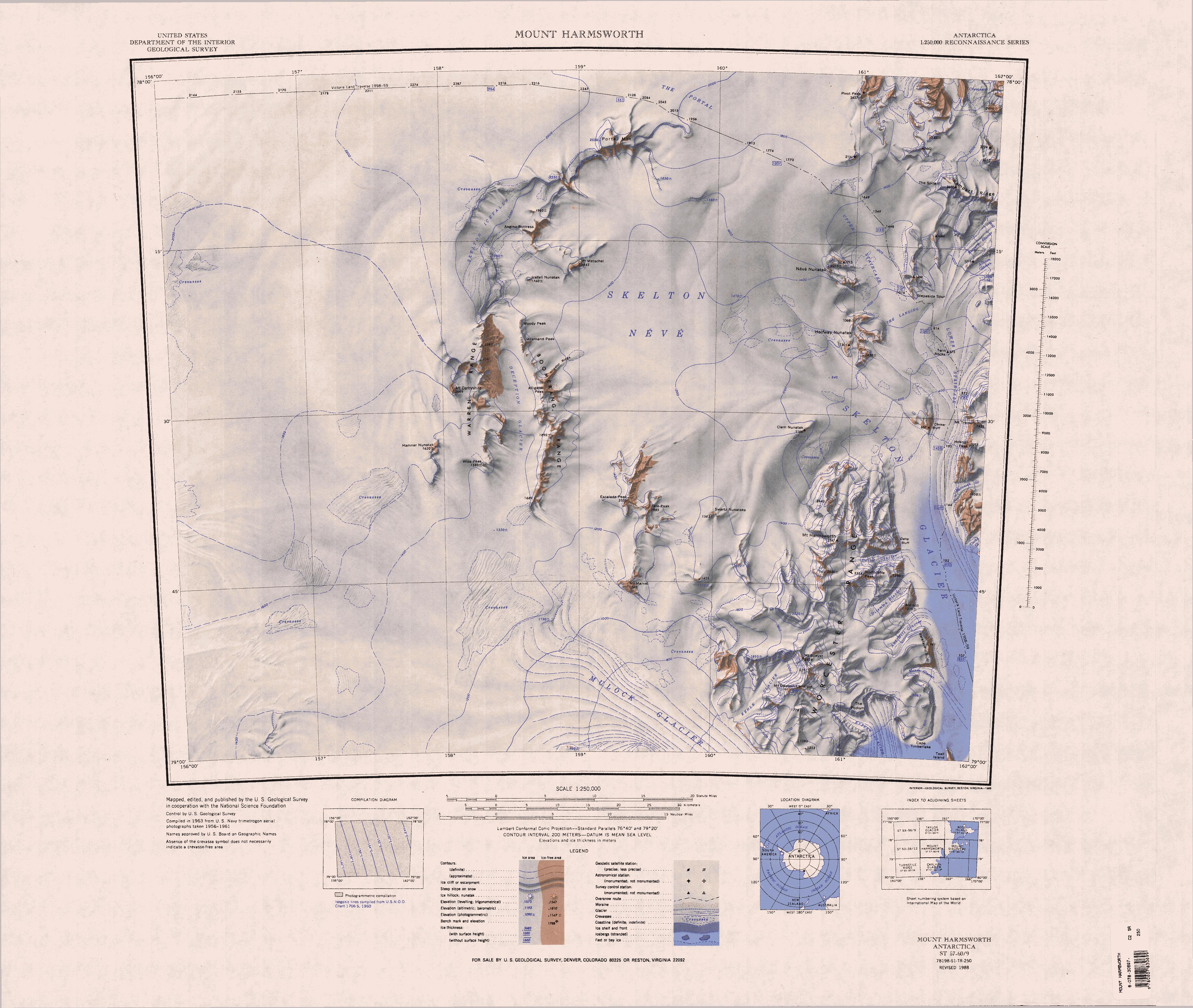
Karte von 1988, Warren Range, Deception-Gletscher und Boomerang Range in der Kartenmitte